# Era mio fratello
Era mio fratello è una miniserie televisiva italiana composta da 2 puntate, prodotta nel 2007 da Rai Fiction e Faso Film.

## Descrizione
Era mio fratello è l'ultima fiction ideata, scritta e prodotta da Achille Manzotti, noto produttore cinematografico e televisivo italiano scomparso prematuramente il 20 luglio del 2007, a pochi mesi dalla messa in onda della miniserie, che è stata trasmessa in prima visione TV domenica 30 settembre e lunedì 1º ottobre 2007 in prima serata su Rai 1.
Questa miniserie è stata girata in varie location della Calabria: Reggio Calabria, Palmi, Catona, Melito di Porto Salvo, Villa San Giovanni e Pentidattilo; viene affrontato in maniera realistica il tema della 'ndrangheta. La regia è di Claudio Bonivento.

## Personaggi
- Paolo Briguglia è Luca Di Santo/Rosario Musso
- Stefano Dionisi è Sante Palmisano/Sante Musso
- Enzo De Caro è Vincenzo Di Santo
- Massimo Ghini è il Tenente Colonnello Paolo Cento
- Anna Valle è Maria Palmisano
- Adriano Chiaramida è Don Giuseppe Palmisano
- Antonino Iuorio è Lucio Libertino
- Maurizio Aiello è Michele Palmisano
- Giorgio Gobbi è il Tenente Carlo Brandi
- Pamela Villoresi è Ada Di Santo
- Maria Pia Calzone è Luisa Libertino
- Pasquale Anselmo è il Maggiore Ettore Lanfranchi
- Fiorenza Tessari è Paola Lanfranchi
- Diletta D'Emilio è Lavinia Lanfranchi
- Carlo Cartier è Dario Salerno
- Adriano Todaro è Nicola Palmisano